# Itaubal
Itaubal is een gemeente in de Braziliaanse deelstaat Amapá. De gemeente telt 3.650 inwoners (schatting 2009).

## Geografie

### Hydrografie
De plaats ligt aan de rivier de Piririm, die tevens deel uit maakt van de gemeentegrens. Ook de rivier de Macacoari maakt deel uit van de gemeentegrens en mondt uit in de Amazone.

### Aangrenzende gemeenten
De gemeente grenst aan Macapá.
Aan de andere oever van de Amazone rivier grenst de gemeente aan de delta eilanden rond het eiland Marajó met de gemeenten Afuá (PA) en Chaves (PA).

## Verkeer en vervoer

### Wegen
De gemeente Itaubal is via de hoofdweg AP-070 verbonden met Macapá, de hoofdstad van de staat Amapá en via de hoofdweg AP-340 met de hoofdweg BR-156.